# Фізичний факультет Харківського національного університету
Фізичний факультет — структурний підрозділ Харківського національного університету імені В. Н. Каразіна. Створений у 1962 році унаслідок розділення Фізико-математичного факультету. Бере свій початок від кафедри теоретичної та експериментальної фізики відділення фізичних та математичних наук Харківського імператорського університету. Фізичний факультет є одним із найстаріших підрозділів Харківського національного університету. На факультеті ведуться фундаментальні та прикладні дослідження в галузі теоретичної та експериментальної фізики.

## Історія
При відкритті Харківського імператорського університету у 1805 році на відділенні фізичних та математичних наук була створена кафедра теоретичної та експериментальної фізики. Першим її завідувачем став Афанасій Стойкович. На кафедрі працювало усього чотири людини: завідувач, його помічник-ад'юнкт, доглядач кабінету й інструментальний майстер.
Із 1814 до 1835 кафедрою завідував професор Василь Сергійович Комлишинський.
У 1839 році завідування об'єднаною кафедрою фізики та фізичної географії прийняв В. І. Лапшин, який вперше здійснив електричне освітлення деяких вулиць Харкова, провів знамениті публічні гальванічні досвіди та працював над проектом міського водогіну. Після того кафедрою завідували Ю. І. Морозов (1864—1867 р.р.), А. П. Шимков (1867—1899 р.р.) і А. К. Погорелко (1900 р.).
З 1880 року на кафедрі працювал Н. Д. Пільчиков, який опублікував близько 50 робіт з різних галузей фізики та став одним із перших дослідників Курської магнітної аномалії.
З 1904 року кафедрою завідував А. П. Грузінцев. Після того, з 1914 по 1921 роки завідувачем кафедри був знаменитий вчений Д. А. Рожанський, що заснував першу наукову школу радіофізиків у Харкові.
У 1914—1919 роках на кафедрі фізики працював Торічан Павлович Кравець.

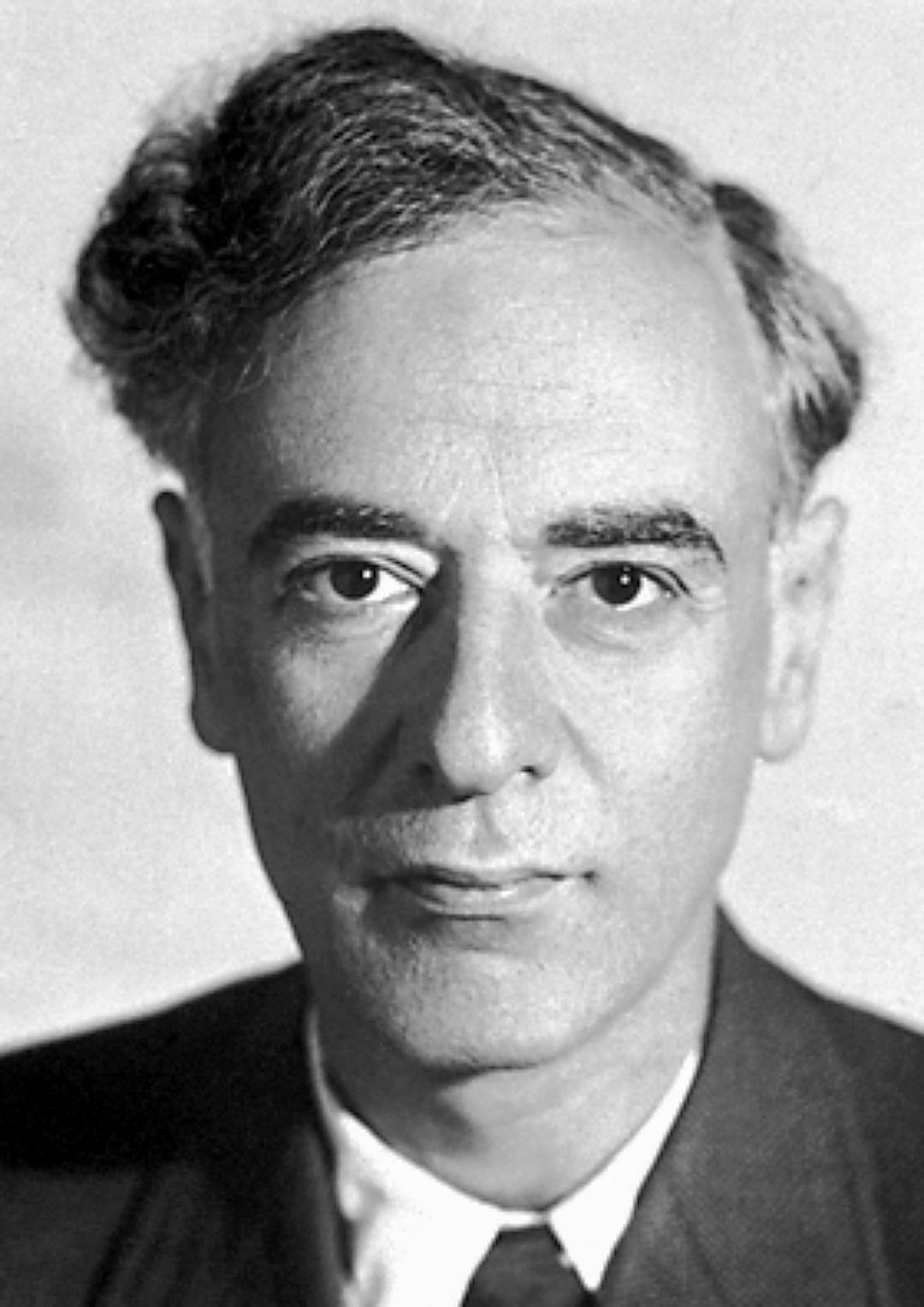
Лев Давидович Ландау

Після відновлення університету у 1933 році, 1 жовтня 1933 р. відновив роботу фізико-математичний факультет, який включав вже чотири кафедри. Першим деканом став професор А. В. Желеховський, який також очолив кафедру експериментальної фізики. Кафедру теоретичної фізики з 1935 по 1940 р.р. очолював Леонід Мойсейович П'ятигорський.
У 1935 році на факультет прийшов Лев Ландау, який невдовзі став завідувачем кафедри експериментальної фізики. Зусиллями Лева Давидовича Ландау була створена Харківська школа фізиків-теоретиків.
У 1944 році ця кафедра була розділена на дві: кафедру статистичної фізики та термодинаміки, яку очолив професор Ілля Ліфшиць та кафедру теоретичної ядерної фізики, яку очолив професор Олександр Ілліч Ахієзер.
Кафедру магнітних вимірювань очолював професор Д. С. Штейнберг, однак у 1935 році у зв'язку із смертю Штейнберга, кафедру очолив професор Лев Васильович Шубников, який перетворив її у кафедру твердого тіла. З 1937 року її очолював Борис Яковлевич Пінес, який перейменував її у кафедру фізики твердого тіла. Основним спрямуванням кафедри стало вивчення металів та сплавів.

Ілля Михайлович Ліфшиць

Завідувачем кафедри електромагнітних коливань був професор А. А. Слуцкін. У 1939 році вона була перейменована у кафедру технічної фізики. Після смерті Слуцкіна, з 1950 р. кафедру очолив доцент В. К. Ткач.
Створення УФТІ сприятливо вплинуло на розвиток фізики у Харківському університеті. У період з 1937 по 1941 роки було захищено 3 докторські та 13 кандидатських дисертацій, що перевищувало кількість захищених дисертацій у період 1805—1917 роки. Завдяки активному розвитку науки у 30-ті роки XX сторіччя Харківський університет став одним з найкращих навчально-наукових центрів у галузі фізики.

Кирило Дмитрович Синельников

У роки евакуації університету у місто Кзил-Орда фізика в університеті була представлена тільки однією кафедрою, яку очолював професор Кирило Дмитрович Синельников.
Після війни різко зросли потреби у фізиках, у результаті чого на фізико-математичному факультеті у 1948 році була створена кафедра ядерної фізики.
У зв'язку з перенесенням університету у нову будівлю у 1962 році з'явилась можливість розділити фізико-математичний факультет на три факультети: фізичний, механіко-математичний і фізико-технічний. Це стало початком нового періоду у житті фізичного факультету: виникли нові кафедри, наукові спрямування та лабораторії.
Першим деканом фізичного факультету став Володимир Гнатович Хоткевич.
У 1962 році на факультеті нараховувалось вже 6 кафедр.

## Структура факультету

### Кафедри
У склад факультету входять дев'ять кафедр:

#### Кафедра теоретичної фізики імені І.М.Лифшиця
Історія кафедри
Ідея створення на фізико-математичному факультеті Харківського університету кафедри теоретичної фізики належить лауреату Нобелівської премії Леву Давидовичу Ландау, який працював на факультеті з 1935 по 1937 роки.
Кафедру статистичної фізики й термодинаміки створив у 1944 році учень Лева Ландау, видатний вчений, академік Ілля Ліфшиць, який очолював її до 1969 року. З 1979 року вона стала називатися кафедрою теоретичної фізики. З 1966 року на кафедрі працював професор Еммануїл Айзикович Канер.
У 1993 році кафедру очолив професор А. М. Єрмолаєв.
Наукові дослідження
На кафедрі займаються дослідженнями в галузі теоретичної фізики, зокрема теорії конденсованого стану речовини, невпорядкованих систем, мезоскопіки, напровідності, магнетизму, квантової теорії поля, гравітації, нелінійної фізики, спінтроніки, низьковимірних магнітних та нормальних наносистем, зокрема вуглецевих та напівпровідникових нанотрубок. Наукова продукція кафедри складає майже 100 робіт щорічно.

#### Кафедра фізики низьких температур
Кафедра фізики низьких температур відділилась від кафедри експериментальної фізики у 1979 році. Очолив її професор М. О. Оболенський.
Кафедра займається вирішенням головної задачі фізики твердого тіла — створенням фундаментальних наукових основ керування властивостями матеріалів. На кафедрі проводяться дослідження теплових та транспортних процесів у твердих тілах з дефектами у широкому інтервалі температур.
На даний час в.о. завідувача кафедри фізики низьких температур є доктор фізико-математичних наук, професор Руслан Володимирович Вовк.

#### Кафедра експериментальної фізики
Історія кафедри 

Володимир Гнатович Хоткевич

При відкритті Харківського імператорського університету у 1805 році на відділенні фізичних та математичних наук була створена кафедра теоретичної та експериментальної фізики. Першим її завідувачем став Афанасій Стойкович. На кафедрі працювало усього чотири людини: завідувач, його помічник-ад'юнкт, доглядач кабінету й інструментальний майстер.
У 1933 році, після відновлення Харківського університету і створення фізико-математичного факультету, завідувачем кафедри експериментальної фізики став перший декан факультету професор А. В. Желіховський.

Олександр Ілліч Ахієзер

У 1935 році на кафедру прийшов Лев Давидович Ландау, який незабаром став її завідувачем.
З 1940 року кафедрою завідував професор Олександр Ілліч Ахієзер, а потім, у період 1943—1944 років професор В. Л. Герман.
У 1940 році від кафедри експериментальної фізики відокремилась кафедра загальної фізики.
З 1962 року кафедрою завідує декан фізичного факультету Володимир Хоткевич.
У 1979 році від кафедри експериментальної фізики відокремилась кафедра фізики низьких температур.
Після смерті Володимира Хоткевича, у 1983 році кафедру експериментальної фізики очолив професор В. М. Андронов, а з 2002 року її очолює професор В. П. Лебедєв.
 Наукові дослідження 
На кафедрі експериментальної фізики, протягом її історії працювала велика кількість видатних вчених, зокрема: лауреат Нобелівської премії Лев Ландау, професор Олександр Ілліч Ахієзер, професор Володимир Гнатович Хоткевич, та інші.

#### Кафедра загальної фізики
Історія кафедри 
Кафедра загальної фізики відокремилась від кафедри експериментальної фізики у 1940 році. Очолив її доцент А. С. Мільнер.
У 1964 році на кафедрі було відкрито спеціалізацію «Фізика магнітних явищ» і кафедра стала випускаючою.
У 1971 році кафедру очолив професор І. В. Смушков. З 1981 року її очолює професор Ю. А. Попков, а з 2001 року А. Г. Андерс.
 Наукові дослідження 
У період з 1940 по 1971 роки на кафедрі почали розвиватися наукові дослідження в області магнетизму, зокрема, властивостей феритів з кубічною структурою та тонких магнітних плівок.
Після 1964 року на кафедрі почало інтенсивно розвиватися дослідження оксидних магнітних матеріалів, зокрема тих, що мають гексагональну структуру. На основі цих досліджень розроблено матеріали, які використовуються у техніці високих та надвисоких частот і техніці високощільного магнітного запису.

#### Кафедра астрономії та космічної інформатики

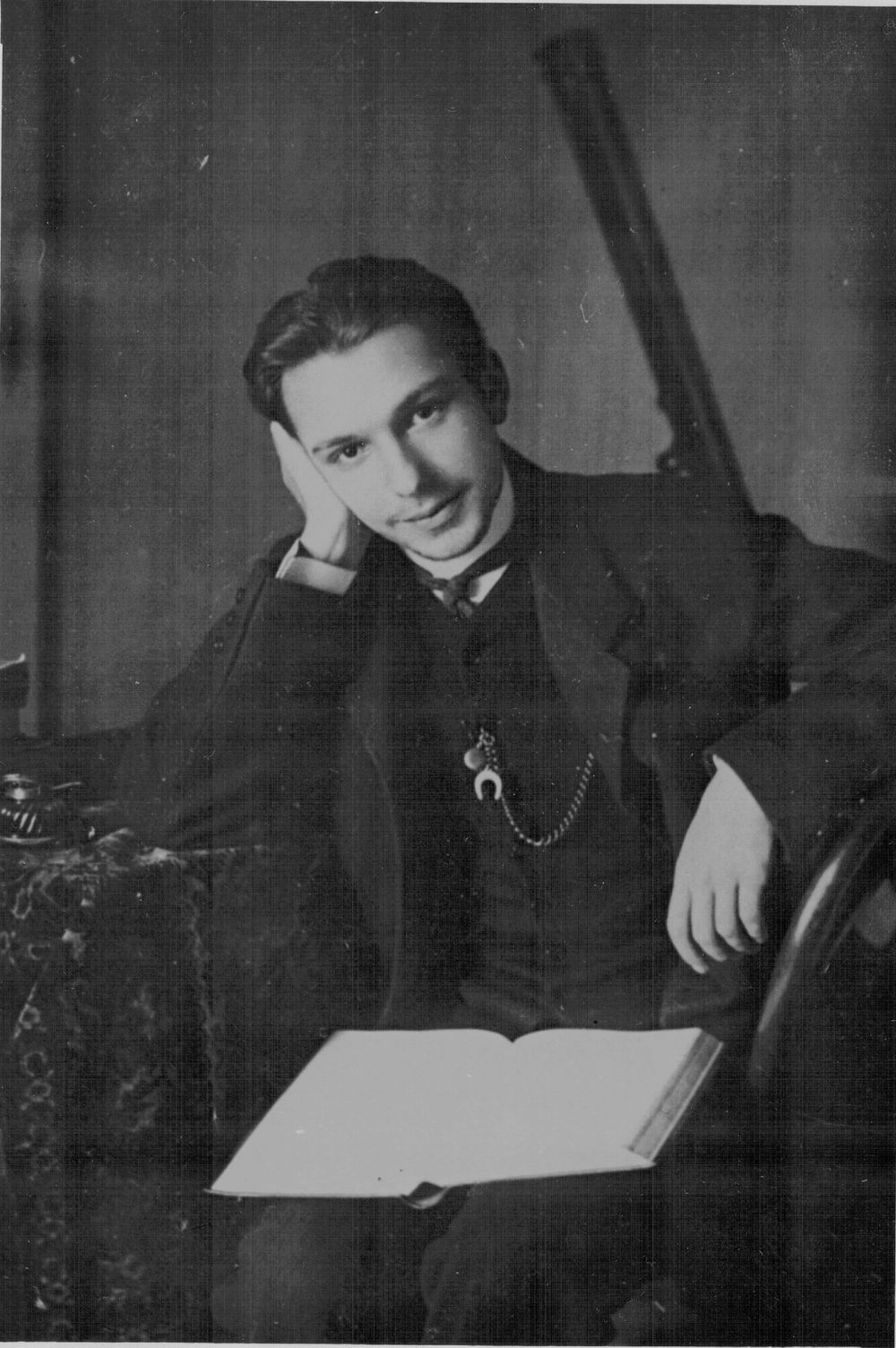
Микола Павлович Барабашов

Історія кафедри починається з відкриття в Харківському університеті у 1808 році астрономічного кабінету. У 1824 році вже була створена кафедра астрономії, а у 1883 професором Григорієм Васильовичем Левицьким була заснована постійна Астрономічна обсерваторія. У 2002 році на базі обсерваторії був створений Науково-дослідницький інститут астрономії.
З 1894 по 1915 роки кафедру і обсерваторію очолював онук засновника Пулковської обсерваторії Василя Яковича Струве професор Людвіг Оттович Струве — засновник харківської астрометричної школи.

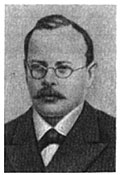
Струве Людвіг Оттович

З 1962 року кафедру очолював академік Микола Павлович Барабашов, з 1978 по 2004 роки — професор Ю. В. Александров та доцент А. М. Грецький (з 2004 по 2012 роки). З 2012 року кафедрою завідує професор Ю. Г. Шкуратов.
 Наукові дослідження 
На кафедрі, протягом її історії працювала велика кількість видатних астрономів, серед них: Людвіг Оттович Струве, Василь Григорович Фесенков, Микола Павлович Барабашов, Борис Петрович Герасимович, Микола Миколайович Євдокимов, Отто Людвігович Струве, та інші.
Галузь досліджень кафедри — фізика Сонця, планет, Місяця, малих тіл Сонячної системи, астрометрія, зоряна астрономія, гравитаційне лінзування квазарів та інше.

#### Кафедра фізики кристалів
Кафедра була заснована у 1964 році видатним фізиком Яковом Овсійовичем Гегузіним.
З 1988 року кафедрою керує доцент В. І. Кибець, а з 2007 року — професор Борис Вікторович Гриньов.
Основним напрямком наукових досліджень кафедри є вивчення рушійних сил, механізмів та кінетики масопереносу в реальних кристалах і на їх поверхнях та ефектів, які супроводжують цей процес.
Протягом історії кафедри, науковим колективом захищено 8 докторських та 43 кандидатських дисертації, опубліковано більш ніж 900 статей в наукових журналах України та за кордоном.

#### Кафедра фізичної оптики
Кафедра заснована у 1962 році з ініціативи академіка Кирила Дмитровича Синельнікова. Першим завідувачем кафедри став професор І. М. Шкляревський.
З 1991 по 2003  роки кафедрою завідував  професор В. К. Милославський (1928-2016).
Спеціалізація кафедри — оптика і спектроскопія. У різні часи проводились наукові дослідження за напрямками: люмінесценція кристалофосфорів, металооптика, оптика і магнітооптика напівпровідників, багатошарові інтерференційні покриття, оптика фоточутливих плівок.

#### Кафедра фізики твердого тіла

Пінес Борис Яковлевич

Кафедру створив у 1937 році учень академіка Абрама Федоровича Іоффе Борис Яковлевич Пінес.
Після Пінеса кафедру очолив професор А. Ф. Сіренко, а після нього, з 1993 року її очолює Золтан Золтанович Зиман.
 Наукові дослідження 
За часи керування кафедри Пінасом, були виконані дослідження у галузі термодинаміки твердих розчинів, фізики спікання, фізики тонких плівок і поверхневих явищ, які набули світового визнання.
У 70-80-х роках на кафедрі набули подальшого розвитку дослідження з фізики міцності та пластичності, поверхневих і релаксаційних явищ.
З. З. Зиманом утворено новий науковий напрям «Фізичні процеси в біоматеріалах», який активно розвивається, та відкрито нову спеціальність «Фізика твердого тіла». Успішно розвивається і традиційна наукова тематика кафедри – дослідження взаємозв'язку між структурою, дифузійними, механічними та релаксаційними властивостями твердих тіл.

#### Кафедра вищої математики
Кафедра вищої математики була заснована 1963 року за ініціативи професора Володимира Гнатовича Хоткевича. Кафедра вела усі математичні курси на фізичному, радіофізичному та фізико-технічному факультетах.
Першим завідувачем кафедри став доцент З. С. Агранович. З 1978 року кафедрою завідував доцент В. К. Дубовой, а з 1988 по 2008 роки — доцент Ю. М. Дюкарев.

### Науково-дослідницькі лабораторії

#### Проблемна науково-дослідна лабораторія фізики низьких температур
Проблемна науково-дослідна лабораторія фізики низьких температур (ПНДЛ ФНТ) була створена у 1966 році рішенням ради міністрів УССР.
Лабораторія працює в складі кафедри низьких температур фізичного факультету. Першим науковим керівником лабораторії став професор Володимир Гнатович Хоткевич.
Основним напрямком роботи лабораторії є дослідження теплових та транспортних процесів, а також надпровідності у твердих тілах з дефектами у широкому інтервалі температур та магнітних полів.

#### Кріогенна лабораторія
Кріогенна лабораторія була заснована наприкінці 1960-х років.
На сьогодні Кріогенна лабораторія забезпечує рідким азотом науковий та навчальний процес фізичного, радіофізичного, біологічного та інших факультетів Харківського університету.

## Наукові дослідження
На факультеті навчаються 245 студентів та аспірантів. Серед професорсько-викладацького составу та наукових робітників факультету понад 30 докторів наук, професорів та 42 кандидатів наук, доцентів
Ведеться щільна співпраця з провідними академічними інститутами міста Харків — ННЦ ХФТІ НАН України, ІРЕ ім. О. Я. Усікова НАН України. Також факультет має філіали кафедр у ФТІНТ ім. Б. І. Веркіна НАН України, НТК «Інститут монокристалів» НАН України. Співробітники, аспіранти та студенти фізичного факультету проводять спільні наукові дослідження і проходять стажування у провідних наукових установах України та за її межами, зокрема в університетах Екстера (Велика Британія), Бохума, Дуйсбург-Ессена, Мюнстера (Німеччина), Мініаполіса (США).
На фізичному факультеті розробляються квантова теорія наносистем, створюється теорія нелінійних явищ у твердих тілах, досліджуються порошкові наноматеріали, сучасні проблеми надпровідності, електронні властивості нормальних металів, оптичні ефекти у нанорозмірних металевих плівках, механізми масопереносу у дефектних кристалах, закономірності пластичної та надпластичної деформації і руйнування металів та сплавів, дослідження в галузі фізики біоматеріалів, спрямовані на створення імплантаціонних матеріалів.
На кафедрі астрономії проводяться дослідження властивостей зірок, поверхонь космічних тіл, проблеми астероїдної небезпеки та позаземних ресурсів, здійснюється дистанційне зондування Землі та планет.

## Відомі працівники та випускники
- Ландау Лев Давидович — лауреат Нобелівської премії з фізики (1962 року). З 1935 року працював на кафедрі експериментальної фізики. З 1936 року очолював кафедру.
- Ліфшиць Ілля Михайлович — лауреат Ленінської премії, професор. З 1944 року очолював кафедру статистичної фізики та термодинаміки.
- Хоткевич Володимир Гнатович — професор, працював на фізико-математичному факультеті з 1950 року, у 1958—1963 роках очолював кафедру експериментальної фізики. З 1959 по 1963 роки займав посаду декана фізичного факультету.
- Струве Людвіг Оттович — видатний астроном, професор. З 1894 по 1915 роки очолював кафедру астрономії і Астрономічну обсерваторію.
- Струве Отто Людвігович — видатний астроном. Викладав на фізико-математичному факультеті з 1919 року.
- Ахієзер Олександр Ілліч — лауреат Ленінської премії, професор. З 1940 по 1943 роки очолював кафедру експериментальної фізики. З 1944 року очолював кафедру теоретичної ядерної фізики.
- Ахієзер Ілля Олександрович — син Олександра Ахієзера. Викладав на факультеті з 1968 року.
- Фесенков Василь Григорович — професор, працював на кафедрі астрономії у 1915—1920 роках
- Герасимович Борис Петрович — професор, з 1917 року працював на кафедрі астрономії, в 1920—1931 — старший астроном обсерваторії Харківського університету.
- Барабашов Микола Павлович — академік АН УРСР, професор. З 1962 по 1978 роки очолював кафедру астрономії.
- Синельников Кирило Дмитрович — очолював кафедру фізики в роки евакуації університету
- Шубников Лев Васильович — у 1935—1937 роках очолював кафедру твердого тіла.
- Погорєлов Олексій Васильович — у 1936 році став студентом фізико-математичного факультету
- Гриньов Борис Вікторович — академік НАН України, доктор технічних наук, професор. З 2007 року очолює кафедру фізики кристалів.
- Гегузін Яків Овсійович — у 1964—1988 роках очолював кафедру фізики кристалів.
- Каганов Мойсей Ісакович — професор, доктор фізико-математичних наук. У 1960—1970 роках очолював кафедру статистичної фізики та термодинаміки.